# Histland
Histland is een van de grotere landelijke classificatiesystemen voor het historisch cultuurlandschap in Nederland. Het systeem werd vanaf het jaar 2000 ontwikkeld door Chris de Bont, werkzaam bij Alterra, en is op een lager schaalniveau door het onderzoeks- en adviesbureau Overland (Jan Neefjes in het bijzonder) uitgewerkt. Het vormde bovendien een onderdeel van de Kennisinfrastructuur Cultuurhistorie, het inmiddels opgeheven KiCH, van de Rijksdienst voor het Cultureel Erfgoed.
Lokale uitwerkingen van Histland komen onder meer voor in de provinciale cultuurhistorische waardenkaart van Gelderland, in de Cultuurhistorische Atlas Winterswijk (2009) en de Cultuurhistorische Waardenkaart Ede (2013). Ook voor Wageningen is een lokale variant van Histland uitgewerkt. Voor Nieuwegein werd in 2012 een stedelijke variant gemaakt, waarin de herkenbaarheid van het prestedelijk landschap tot uiting komt.
Histland legt relaties tussen het historisch landschap van een specifieke plek, de processen die tot dat landschap hebben geleid, de huidige landschapsvormen en de mate waarin het landschap sinds 1850, het ijkjaar, is gewijzigd. Daarnaast wordt een zekere vakinhoudelijke waardering over gebieden uitgesproken, die gebruikt kan worden voor beleidsvorming.
De kennis die bij het project is opgedaan, is deels geïmplementeerd in de nieuwe Landschappenkaart van Nederland.